# توماس ایکینز
توماس ایکینز با نام کامل توماس کوپرث‌ویت ایکینز (ژوئیه ۲۵، ۱۸۴۴ – ژوئن ۲۵، ۱۹۱۶) یک هنرمند واقع‌گرای نقاشی، عکاس و مجسمه‌ساز و هنرمند هنرهای زیبا بود.
وی یکی از معروف‌ترین هنرمندان تاریخ هنرهای زیبای ایالات متحده آمریکا بود.
دوره فعالیت هنری وی از دهه ۱۸۷۰ میلادی تا چهل سال بعد که حال جسمی وی رو به وخامت گرائید ادامه داشت و موضوع آثار وی مردم شهرخانگی وی (فیلادلفیا) بود.
وی چندصد نقاشی کشید که موضوع چهره‌نگاریهای وی معمولاً افراد دوست و آشنا و گاهی اشخاص برجسته علمی، پزشکی و هنری بود.
علاوه بر این، ایکینز با تولید تعدادی نقاشی بزرگ، پرتره را از اتاق‌نشیمن بیرون آورد و به دفاتر، خیابان‌ها، پارک‌ها و آمفی تئاترهای شهرش آورد. او به عنوان یک مربی در هنر آمریکا حضور بسیار تاثیرگذاری داشت.

## زندگی‌نامه
ایکینز در فیلادلفیا متولد شد و بیشتر عمر خود را در آنجا گذراند. او اولین فرزند کارولین کاوپرویت ایکینز، زنی انگلیسی و هلندی تبار، و بنجامین ایکینز، استاد نویسندگی و معلم خوشنویسی از تبار اسکاتلندی-ایرلندی بود.

## آثار
- گودال شنا (حدود ۱۸۸۴–۸۵)